# Acolutha flavipictaria
Acolutha flavipictaria là một loài bướm đêm trong họ Geometridae.